# Trellech

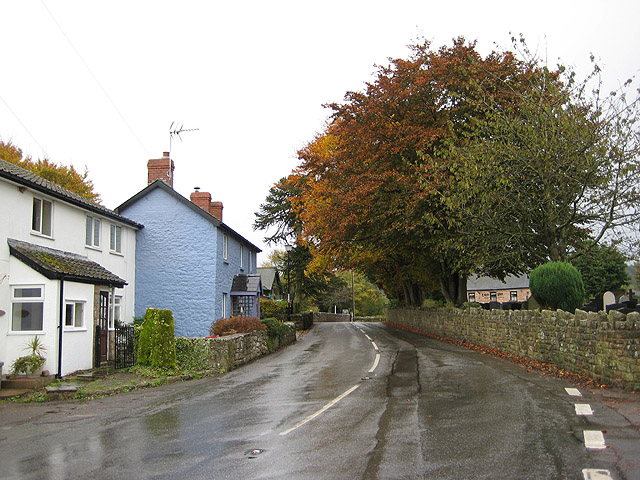
Ortskern

Trellech (auch Trelleck) ist eine walisische Ortschaft in Monmouthshire an der B4293 etwa 8 km südlich von Monmouth. 

## Geschichte
Die Harold’s Stones (auch Trellech, Triligh oder Trelleck Stones genannt) bei Trellech im südost-walisischen Monmouthshire in Wales sind eine als Scheduled Monument geschützte etwa 12,0 m lange Steinreihe.
Das mittelalterliche Trellech, gegründet von der Familie de Clare, war bevölkerungsreich und bedeutsam wegen seines Handwerks, doch war seine genaue Lage lange Zeit ungeklärt. Funde von Ausgrabungen weisen darauf hin, dass es im südlichen Bereich an der Straße nach Catbrook liegt. Es finden sich immer mehr Hinweise.

## Persönlichkeiten
- Wyn Morris (1929–2010), Dirigent und Chorleiter